# ムフタスィブ
ムフタスィブ（アラビア語:  محتسب  ）とは、イスラーム世界における職業である。ムフタスィブという語は、ヒスバという語を語源とする。ヒスバには、善を勧め、悪を遠ざけるという意味がある。日本では市場監督官と訳され、ムフタシブという表記もある。

## 概要
ムフタスィブの主な仕事は、バザールやスークにおける度量衡の検査、商品の質や価格の監視、不正行為の取り締まりなど市場の秩序維持に関わる。その他にも公共秩序の維持にあたり、ムフタスィブに任命される人物の条件として、イスラーム法（シャリーア）の知識がある点、徳がある点、慣行（ウルフ）に通じている点があげられる。ムフタスィブには、法学者や知識人であるウラマーが務めることが多かった。商業以外では、公衆衛生に関してハンセン病患者を街から遠ざけること、医者、香辛料や薬屋の業務監視、礼拝を行わない者やラマダンに断食を行わない者の監視などがあった。
オスマン帝国においては、ムフタスィブは法官であるカーディーのもとで働いた。商取引の監督やエスナフと呼ばれる同業者組合と関わったほか、イルティザームという徴税請負を1年間任命されて行った。カーディーの管区にムフタスィブが1名ずつ任命され、ムフタスィブは多数の部下を使って徴税し、あらかじめ決められた税額を国庫に納め、残りを俸給とした。オスマン帝国のムフタスィブの部下としては、コル・オーラヌなどの職が記録で残っている。コル・オーラヌは店舗をまわって営業税を徴収し、金庫番を通じて国庫に納入する仕事についた。